# QTI
IMS QTI (англ. Question and Test Interoperability, унифицированные вопросы и тесты) — XML-подобный формат данных для представления содержимого тестовых заданий и обмена между системами управления образовательными курсами. Спецификация формата содержит модель данных, определяющую структуру заданий в т.ч. с применением мультимедиа, а также метод оценки результатов тестирования.
Предпосылкой к появлению стандарта послужило появление разнообразных систем контроля знаний и необходимостью переноса большого количества тестовых заданий между ними.
Первая версия QTI (1.0) была создана на основе формата QML (Questions Markup Language — язык разметки вопросов), разработанным QuestionMark, но язык развивается и теперь может быть использован для описания любого тестового задания (QML до сих пор используется Questionmark и создается для обратной совместимости в таких инструментах, как Adobe Captivate).